# Füzi Gábor
Füzi Gábor, Füredi (Budapest, 1916. október 15. – Isztambul, 1959. február 9.) válogatott labdarúgó, középcsatár. A polgári életben diplomáciai területen dolgozott. A sportsajtóban Füzi II néven volt ismert.

## Pályafutása
A Valériában kezdett futballozni. Innen a MFTR-hez, majd a Ganzhoz igazolt. A Gázgyár budapesti bajnokságban szereplő csapatából került be a magyar válogatottba, egy magyar kupa-mérkőzésen mutatott teljesítménye alapján. A Gázgyár 3-2-re legyőzte a Ferencvárost Füzi két góljával.
1941. április 6-án Kölnben a Németország ellen egy alkalommal szerepelt a nemzeti tizenegyben, amelyen a németek fölényes 7-0-s győzelmet arattak. Gólveszélyes csatár volt, de a rutintalanság megmutatkozott válogatottbeli játékán.
1944-ben az élvonalban szereplő Elektromos csapatához igazolt.

## Statisztika

### Mérkőzése a válogatottban
| Magyarország | Magyarország     | Magyarország | Magyarország | Magyarország | Magyarország | Magyarország | Magyarország | Magyarország |
| #            | Dátum            | Helyszín     | Hazai        | Eredmény     | Vendég       | Kiírás       | Gólok        | Esemény      |
| ------------ | ---------------- | ------------ | ------------ | ------------ | ------------ | ------------ | ------------ | ------------ |
| 1.           | 1941. április 6. | Köln         | Németország  | 7 – 0        | Magyarország | barátságos   | -            |              |
|              | Összesen         |              |              | 1            | mérkőzés     |              | 0            | gól          |